# Fancy
Fancy (Manfred Alois Segieth) (Munique, 7 de julho de 1946) é um artista alemão de Eurodance e Euro Disco que era popular de meados até fins dos anos 80.

## Carreira
Iniciou como cantor de um ritmo alemão chamado schlager sob o pseudônimo de Tess Teiges antes de seu primeiro sucesso como Fancy cujo nome era Slice Me Nice em 1984. Ele foi bem-sucedido nas paradas de sucesso alcançando o top 10 da Billboard por três vezes. Ele é famoso pelos seus sucessos singles incluindo Bolero (Hold Me In Your Arms Again), Lady of Ice, Chinese Eyes e Flames of Love. Muitas dessas canções foram colaborações do compositor e produtor Anthony Monn, que previamente já havia adquirido sucesso mundial com a cantora francesa Amanda Lear. Um dos álbuns de Fancy incluem uma versão cover dela de 1976 chamada "Blood and Honey".
Fancy também gravou muitos sucessos para outros artistas usando uma variedade de outros nomes. Mais frequentemente com o nome de Tess ou Ric Tess ele escreveu canções para Grant Miller, Linda Jo Rizzo, Marc Buchner, the Hurricanes, Mozzart, Timerider entre muitos outros.
Fancy, que estudou astrologia e esoterismo, afirmou certa vez numa entrevista: "Eu sou um filho da lua". Ele também gravou músicas para os shows de seus bons amigos e artistas companheiros  Siegfried & Roy.
No início de outubro de 2008 Fancy lançou seu mais novo álbum "Forever Magic". O primeiro single deste álbum é a nova versão da canção previamente encontrada no álbum "All My Loving - A Voice in the Dark 2008". "Forever Magic" foi lançado em 12 de dezembro de 2008.
Para comemorar os 25 anos de música, Fancy lança em 2010 seu novo CD Fancy 25th Anniversary, com os 5 primeiros CDs da carreira inclusos.
É regularmente apresentado nos anos 80 nos shows de massa da Discoteca em Moscou, onde os artistas da época se encontram. Em 2007, ele apareceu no World Trade Center, no México, ao lado do DJ mexicano Patrick Miller. Mais tarde, no Patrick Miller Fest 2015, antes de mais de 9000 pessoas no Palácio dos Esportes .

## Discografia
Álbuns
- 1985 - Get Your Kicks
- 1986 - Contact
- 1988 - Flames of Love
- 1988 - Gold
- 1988 - Gold Remix
- 1989 - All My Loving
- 1990 - Five
- 1991 - Six-Deep In My Heart
- 1994 - It's Me(The hits 1984-1994)
- 1995 - Blue Planet Zikastar
- 1996 - Colours Of Life
- 1996 - Christmas In Vegas
- 1998 - Hit Party
- 1998 - Best Of
- 1998 - Blue Planet('99er Version)
- 1999 - D.I.S.C.O.
- 2000 - Strip Down
- 2001 - Deep In My Heart (Neuauflage von "Six")
- 2001 - Fancy For Fans
- 2001 - Locomotion
- 2003 - Best Of...Die Hits Auf Deutsch
- 2004 - Greatest Hits
- 2004 - Voices From Heaven (Relançamento do álbum Christmas In Vegas)
- 2007 - Fancy presents retro 80's
- 2008 - Forever Magic
- 2010 - Fancy & Friends

### Singles
- 1984 - Slice Me Nice
- 1984 - Chinese Eyes
- 1984 - Get Lost Tonight
- 1985 - L.A.D.Y. O.
- 1985 - Check It Out
- 1985 - Bolero(Hold Me In Your Arms Again)
- 1986 - Lady Of Ice
- 1987 - Latin Fire
- 1987 - China Blue
- 1987 - Raving Queen
- 1988 - Flames Of Love
- 1988 - Fools Cry
- 1988 - Fools Cry(Remix)
- 1989 - No Tears
- 1989 - All My Loving/Running Man
- 1989 - Angel Eyes
- 1990 - When Guardian Angel Cry
- 1990 - When Gurdian Angels...Rap
- 1991 - Fools Cry...Rap(Whenever Fools Cry)
- 1993 - No Way Out
- 1993 - Love Has Called Me Home
- 1994 - Long Way To Paradise
- 1994 - Beam Me Up
- 1995 - Again & Again
- 1995 - I Can Give You Love
- 1996 - Big Dust(Remix)
- 1996 - Deep Blue Sky
- 1996 - Colours Of Life
- 1998 - Flames Of Love
- 1998 - Flames Of Love '98
- 1998 - Fancy Megamix '98
- 1998 - Slice Me Nice '98
- 1998 - Come Back & Break My Heart
- 1998 - Long Way To Paradise(Remix '99)
- 1999 - D.I.S.C.O. - Lust For Life
- 1999 - How Do You Feel Right Now?
- 2000 - We Can Move A Mountain
- 2000 - Gimme A Sign (Promo only)
- 2000 - Megamix 2000
- 2001 - Na Na Na Na Hey Hey Hey Kiss Him Goodbye
- 2002 - Pretty Woman
- 2003 - Hor den Bolero
- 2008 - A Voice In The Dark 2008